# Ninna Kozorog
Ninna Kozorog, slovenska zdravnica nevrologinja, nevrofiziologinja in humanitarna delavka, kolumnistka  * 22. marec 1985, Celje.
Zaposlena je kot specialistka nevrologinja na oddelku za nevrokirurgijo mariborskega kliničnega centra, subspecializirana za intraoperativni nevromonitoring. Kot prostovoljka je med 2014 in 2018 vodila tudi pro bono ambulanto za ljudi brez zdravstvenega zavarovanja kot najmlajša tovrstna vodja. 
Je certificirana zdravnica Street doctors in aktivna članica zdravstvenega odbora Feantse (evropske komisije za obvladovanje brezdomstva). 
Poleg Anite Ogulin je ena najvidnejših humanitark v Republiki Sloveniji, ki svoj čas posveča boju za odpravo socialnih krivic, predvsem starejših.

## Izobrazba
Bila je zlata maturantka Gimnazije Celje - Center. Študirala je medicino na Medicinski fakulteti v Mariboru in elektrotehniko, računalništvo in informatiko - smer programska oprema na FERI univerze v Mariboru, magistrirala je iz bioinformatike. Je nevrologinja in nevrofiziologinja, ki se ukvarja z intraoperativnim nevromonitoringom.

## Dobrodelnost
Od srednje šole je sodelovala z Društvom prijateljev mladine Slovenije ter društvom Sonček. 
Leta 2011 je kot študentka medicine pomagala ustanoviti društvo Humanitarček, med drugim je idejno ali projektno vodila akcije kot so  Pomagajmo skupaj 2009, v kateri se je zbiral denar za nakup tople posteljice SB Celje, humanitarna akcija za društvo DEBRA Metulji brez kril (pomoč otrokom z bulozno epidermolizo), projekt Sastipe (za izboljšanje življenjskega standarda Romov naseljenih na območju LAS Goričko). 
Najbolj znani projekti so: 
- Randomised kindness-Naključna prijaznost,
- Kamenčki prijaznost, s katerim so se kot društvo vpisali tudi v Guinessovo knjigo rekordov
- 30 dni za 30 srčnih dejanj,
- Skriti Božiček za brezdomce.

Z društvom so leta 2010 aktivno pripomogli k vzpostavitvi prvega dneva brezdomcev v Sloveniji 10.10., od leta 2014 so vzpostavili mednarodni dan prijaznosti 13.11, katerega uradni ambasador je društvo Humanitarček in z vseslovensko akcijo Kamenčkov prijaznosti, ki je povezala malodane vse slovenske šole in vrtce dosegli, da se je akcija vpisala v Guinessovo knjigo rekordov. Znana je po številnih organizacije morskih letovanj za starostnike, toplih obrokov za brezdomce in starostnike, Rok(o)vanja - spominske akcije Roka Černica, ...
Največji projekt je zagotovo #projektvida.Projekt Vida je družbeno odgovoren, na trenutke družbeno kritičen projekt, ki je nastal kot glas generacije, ki je ni na družbenih omrežjih in jim je splet tuj. Gre za projekt celostne pomoči starostnikom, starejšim od 65 let, ki ne dosegajo praga revščine. Od začetka našega obstoja so namreč na terenu srečali nešteto shiranih starostnikov, ki so dejansko preštevali žlice sladkorja, ki so jim ostale do konca meseca. Projekt poskuša na celosten način pomagati starostnikom, tako s pomočjo pri pridobitvi sistemskih rešitev kot ureditve stanovanjske problematike, predvsem pa gradnjo socialne mreže v lokalnem okolju.

### O izzivih humanitarnega dela
V svoji kolumni je pisala, da je bila zaradi svoje naivnosti že zlorabljena. Kritična je do takšne humanitarne pomoči, ki je le še ena industrija in bolj malo pomaga. Nekje je namreč prebrala, da naj bi v ZDA od 2 dolarjev humanitarne pomoči do pomoči potrebnih prišla le 2 centa. Meni, da je treba pomagati revnim domačinom, ker je lažje (sam) kontrolirati in odkriti napake. Motijo jo ljudje, ki za všečke na družbenih omrežjih prirejajo zbiralne akcije, nato pa ne vedo, kam z blagom. Iz tega razloga opozarja, da ni bolj varno darovati posamezniku, poleg tega pa ima društvo vsaj pravno formalno obliko.

## Nagrade in priznanja
2014 je prejela naziv Ona 365 revija OnaPlus, 2019 pa naziv »Naj prostovoljec, zaposlen v javni upravi« (v okviru projekta Slovenska mreža prostovoljskih organizacij, ki ga financira Evropska unija iz Evropskega socialnega sklada in Ministrstvo za javno upravo), istega leta je postala tudi Slovenka leta in ime meseca. Leta 2020 je prejela nagrado Bob leta za leto 2019, za izjavo »Najpomembnejši vzornik je tisti človek, ki nas zvečer gleda iz ogledala, ko si speremo masko dneva.«
Je prejemnica številnih priznanj v tujini za svoje humanitarno delo izven okvirjev, detabuizacijo brezdmostva ter povezovanje posameznih humanitarnih organizacij. 